# Mistrovství Evropy juniorů v boxu 1990
XI. mistrovství Evropy juniorů v boxu proběhlo v Ústí nad Labem, Československo ve dnech 15. až 22. července 1990. Organizátorem turnaje mistrovství Evropy byla European Amateur Boxing Association (EABA).
Mistrovství Evropy juniorů bylo věkem omezeno pro boxery narozené mezi lety 1971 až 1973.

## Československá stopa
Závěrečná příprava probíhala šestnáct dní v Nitře a na závěr v Ústí nad Labem.
Šéftrenér reprezentace: Tibor Hlavačka, trenéři reprezentace: Jiří Kotiba, Arnošt Russ
Na mistrovství Evropy juniorů startovalo za Československo 11 (12) boxerů:
- −48 kg: Petr Porhončák (* 1974) z TJ Vítkovice – nedostal výjimku aby mohl nastoupit přes nízky věk, jeho náhradník Róbert Žemberi byl stejný ročník.[2]
- −51 kg: Konštantín Flachbart (* 1972) z TJ Spartak Komárno
- −54 kg: Štefan Holub (* 197x) z TJ Spartak Komárno
- −57 kg: Jiří Hubáček (* 197x) z VTJ Dukla Olomouc
- −60 kg: Marek Šimák (* 1973) z TJ Praga Praha
- −63,5 kg: Mikuláš Bandy (* 197x) z TJ Vítkovice
- −67 kg: Dušan Deglovič (* 197x) z TJ Strojár Nitra
- −71 kg: Milan Masný (* 1972) z TJ ZŤS Martin
- −75 kg: Michal Román (* 1972) z TJ OSP Galanta
- −81 kg: Jaroslav Grepl (* 197x) z VTJ Dukla Olomouc
- −91 kg: Róbert Baláž (* 197x) z TJ Vítkovice
- +91 kg: Jozef Horka (* 197x) z TJ Strojár Nitra

náhradníci: Róbert Žemberi (* 1974), Ján Baláž, Attila Kányai (* 1973), Roman Hříba (* 1972), Pavel Dostál (* 1973), Ján Hlavina, Roman Bukor, Martin Stavarčík

## Výsledky
| Muži     | Zlato                  | Stříbro               | Bronz                  | Bronz                    |
| -------- | ---------------------- | --------------------- | ---------------------- | ------------------------ |
| –48 kg   | Ramaz Palijani (URS)   | Asen Asenov (BUL)     | Murat Demirtaş (TUR)   | Andrzej Rżany (POL)      |
| –51 kg   | Kai Pielert (GDR)      | Valentin Kostov (BUL) | Thierry Mallard (FRA)  | Dennis Holbæk (DEN)      |
| –54 kg   | Kachaber Baravi (URS)  | Jacek Bielski (POL)   | Nordine Mouchi (FRA)   | Davide De Gregorio (ITA) |
| –57 kg   | Pa'ata Gvasalija (URS) | Robert Nordman (SWE)  | Attila Fehér (HUN)     | Tončo Tončev (BUL)       |
| –60 kg   | Jens Hildebrandt (GDR) | Vitalij Sochin (URS)  | Marek Šimák (TCH)      | Lubomir Dimitrov (BUL)   |
| –63,5 kg | Nurdžan Smanov (URS)   | David Wolf (GDR)      | Victor Baute (ESP)     | Iulian Ciobanu (ROU)     |
| –67 kg   | Adrian Preda (ROU)     | Cahit Süme (TUR)      | Mads Larsen (DEN)      | Petar Ivanov (BUL)       |
| –71 kg   | Akaki Kakauridze (URS) | Michael Ryl (GDR)     | Ivajlo Petrov (BUL)    | Gheorghe Oprea (ROU)     |
| –75 kg   | Jan Schwank (GDR)      | Asluddin Umarov (URS) | Peter Craig (ENG)      | Michal Román (TCH)       |
| –81 kg   | Alexej Iljin (URS)     | Anthony Todd (ENG)    | Torsten Bengtson (GDR) | Spas Spasov (BUL)        |
| –91 kg   | Igor Andrejev (URS)    | Florian Vilcu (ROU)   | René Breitbarth (GDR)  | Róbert Baláž (TCH)       |
| +91 kg   | Wilhelm Fischer (FRG)  | Ilja Žuravlov (URS)   | Jozef Horka (TCH)      | Penčo Džurov (BUL)       |

## Medailová bilance
V boxu se rozdělilo celkem 12 sad medailí.
| Pořadí | Stát                   |       | Muži    | Muži  | Muži | Celkem |
| Pořadí | Stát                   | Zlato | Stříbro | Bronz |      | Celkem |
| ------ | ---------------------- | ----- | ------- | ----- | ---- | ------ |
| 1.     | Sovětský svaz (URS)    |       | 7       | 3     | 0    | 10     |
| 2.     | Východní Německo (GDR) |       | 3       | 2     | 2    | 7      |
| 3.     | Rumunsko (ROU)         |       | 1       | 1     | 2    | 4      |
| 4.     | Západní Německo (FRG)  |       | 1       | 0     | 0    | 1      |
| 5.     | Bulharsko (BUL)        |       | 0       | 2     | 6    | 8      |
| 6.     | Polsko (POL)           |       | 0       | 1     | 1    | 2      |
| 7.     | Turecko (TUR)          |       | 0       | 1     | 1    | 2      |
| 8.     | Anglie (ENG)           |       | 0       | 1     | 1    | 2      |
| 9.     | Švédsko (SWE)          |       | 0       | 1     | 0    | 1      |
| 10.    | Československo (TCH)   |       | 0       | 0     | 4    | 4      |
| 11.    | Francie (FRA)          |       | 0       | 0     | 2    | 2      |
| 12.    | Dánsko (DEN)           |       | 0       | 0     | 2    | 2      |
| 13.    | Maďarsko (HUN)         |       | 0       | 0     | 1    | 1      |
| 14.    | Španělsko (ESP)        |       | 0       | 0     | 1    | 1      |
| 15.    | Itálie (ITA)           |       | 0       | 0     | 1    | 1      |
| Celkem | Celkem                 |       | 12      | 12    | 24   | 48     |